# Tamisiocaris
Tamisiocaris (van het Latijnse tamisium, 'zeef', en het Griekse karis, 'krab, garnaal') is een geslacht van uitgestorven radiodonten dat aanvankelijk alleen bekend was van frontale aanhangsels uit de Buen-formatie in Sirius Passet. Verdere exemplaren onthulden dat de frontale aanhangsels gesegmenteerd waren en dicht opeengepakte hulpstekels droegen, die waren aangepast aan suspensieve voeding op een manier die gelijksoortig is aan moderne baleinwalvissen.

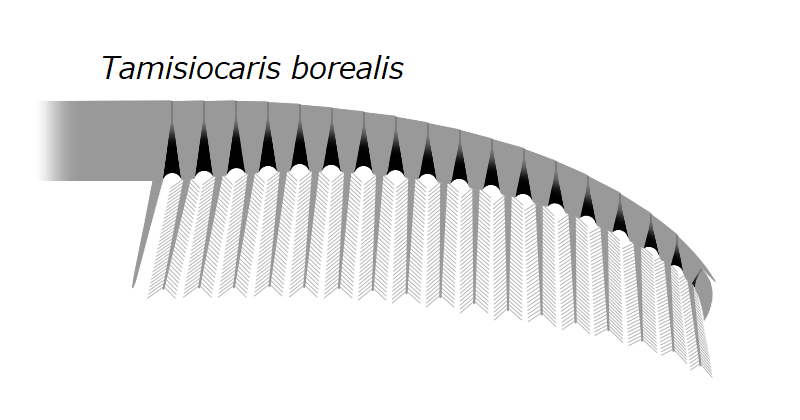
Het voorste aanhangsel

De typesoort is Tamisiocaris borealis. De soortaanduiding betekent 'de noordelijke'.

## Kenmerken
Van Tamisiocaris zijn slechts vijf losse kopuitsteeksels en twee kopuitsteeksels met een kopschild bekend. De kopuitsteeksels zijn ongeveer twaalf centimeter lang en daarmee ongeveer even lang als die van Anomalocaris. De totale lengte van Tamisiocaris is onbekend. De kopuitsteeksels zijn verdeeld in achttien segmenten en licht naar beneden gebogen. Elk segment draagt aan de onderzijde een paar V-vormige uit elkaar geplaatste, lange en smalle stekels die 26 tot 27,5 millimeter lang zijn en zes tot zeven millimeter uit elkaar staan. De stekels hebben elk extra 4,2 tot 5 millimeter lange, extreem dunne stekels aan hun voor- en achterranden, die 0,3 tot 0,85 millimeter uit elkaar staan, wat resulteert in een algehele kamachtige structuur. Tamisiocaris was waarschijnlijk een nektonische filtervoeder die zich voedde met middelgroot zoöplankton (mesozoöplankton), vergelijkbaar met de meeste bestaande roeipootkreeftjes, die hij uit het water filterde met behulp van zijn kopaanhangsels.

## Etymologie
De geslachtsnaam is samengesteld uit het Latijnse woord tamisium voor 'zeef', gerelateerd aan de waarschijnlijk zeeffunctie van de ventrale stekels, en het Griekse woord caris voor 'garnaal'. De Latijnse specifieke epitheton borealis betekent 'komend uit het noorden'.

## Vindplaats
Alleen onvolledige exemplaren van deze soort zijn gevonden in de fossielenvindplaats Sirius-Passet op het schiereiland Pearyland uit het Vroeg-Cambrium van Groenland. Het holotype (MGUH 29.154) bevindt zich nu in het Geologisch Museum in Kopenhagen, onderdeel van het Nationaal Museum van Denemarken.

## Systematiek
Tamisiocaris werd samen met Anomalocaris briggsi geplaatst, de soort heeft ook fijne stekels op de kopverlengingen, in de familie Cetiocaridae uit de bovengeschikte groep van Anomalocaridida (orde Radiodonta).